# 国際航海船舶及び国際港湾施設の保安の確保等に関する法律
国際航海船舶及び国際港湾施設の保安の確保等に関する法律（こくさいこうかいせんぱくおよびこくさいこうわんしせつのほあんのかくほとうにかんするほうりつ、平成16年4月14日法律第31号）は、船舶および港湾施設の保安に関する法律で、船舶法および港湾法に対する特別法である。
国際海事機関におけるSOLAS条約（海上人命安全条約）を受けたもので、国際航海船舶や国際港湾施設に自己警備としての保安措置義務付けや日本に入港しようとする外国船舶に船舶保安情報の通報義務付けや危険船舶に対して海上保安庁が入港禁止等の措置を行うことを規定している。

## 主務官庁
- 国土交通省港湾局海岸・防災課

当初は、大臣官房SOLAS条約改正等対策推進室が担当していた。
外務省国際法局条約課、海上保安庁交通部航行安全課と連携して執行にあたる。

## 関連書籍
- 国土交通省政策統括官「国際船舶・港湾保安法及び関係法令」（成山堂書店）